# Priekopa
Priekopa je obec na Slovensku. Nachází se v Košickém kraji, v okrese Sobrance. Obec má rozlohu 12,66 km² a leží v nadmořské výšce 285 m. V roce 2011 v obci žilo 297 obyvatel. První písemná zmínka o obci pochází z roku 1418.
Obec Priekopa leží na západním úpatí Popriečného vrchu, její katastr hraničí s Ukrajinou. Patřila šlechticům z Michalovců, později byla součástí Tibavského panství. V první polovině 15. století byl v obci vodní mlýn. V roce 1599 měla obec 24 domů, v roce 1828 bylo v obci 37 domů a 289 obyvatel. Řeckokatolický chrám (Cerkev) byl postaven v roce 1913. Obec je známá vinicemi a vinařstvím, vinné hrozny jsou ve znaku obce.